# Schwein Ziege Banane Grille
Schwein Ziege Banane Grille ist eine US-amerikanische Zeichentrickserie, die auf Nickelodeon ausgestrahlt wird.

## Handlung
Die Serie handelt von einem Schwein, einer Ziege, einer Banane und einer Grille, die sich im Zentrum der gigantischen Stadt Boopelite City eine Wohnung in einem Baumhaus teilen.

## Charaktere
- Schwein (Pig) liebt Essiggurken und Karamell-Blasen. Er ist der „Dummkopf“ in der Serie. Er wird von Tim Sander gesprochen, im Original von Matt L. Jones.
- Ziege (Goat) ist sehr niedlich und ist bereits seit über 29 Jahren Schweins Mitbewohnerin. Sie wird von Mia Diekow gesprochen, im Original von Candi Milo.
- Banane (Banana) ist eine faule Banane, die Videospiele liebt und Pfadfinder als Handlanger hat. Er wird von Daniel Johannes gesprochen, im Original von Thomas F. Wilson.
- Grille (Cricket) ist ein genialer Erfinder und spricht mit einem Lispeln. Er wird von Florian Hoffmann gesprochen, im Original von Paul Rugg.

## Synchronisation
| Originalsprecher | Deutsche Sprecher | Rolle                      |
| ---------------- | ----------------- | -------------------------- |
| Matt L. Jones    | Tim Sander        | Schwein                    |
| Candi Milo       | Mia Diekow        | Ziege                      |
| Thomas F. Wilson | Daniel Johannes   | Banane                     |
| Paul Rugg        | Florian Hoffmann  | Grille                     |
| Carl Faruolo     | Dennis Sandmann   | That’s Messed Up Son Koala |
| Jeff Bennett     | Frank Schröder    | Piraten-Kapitän            |
| Fred Tatasciore  | Marco Wittorf     | Ranger Rex                 |
| Fred Tatasciore  | Frank Schröder    | Thomas Jefferson           |
|                  | Marco Wittorf     | Astronaut Bananen-Äffchen  |
|                  | Frank Schröder    | Bill                       |
|                  | Frank Schröder    | Ranger Rhino               |
|                  | Frank Schröder    | Riesen-Troll               |

## Belege
1. ↑  Schwein Ziege Banane Grille. In: Deutsche Synchronkartei. Abgerufen am 13. August 2017.